# José Balanzat y Baranda
José Balanzat y Baranda (Toledo, 25 d'abril de 1819 - Madrid, 22 de juny de 1866) fou un militar i científic espanyol, membre de la Reial Acadèmia de Ciències Exactes, Físiques i Naturals
Pertanyia a una família d'origen eivissenc, ja que era fill del mariscal Ignasi Balanzat d'Orvay i Briones i nebot del llegendari tinent general Luis María Balanzat de Orvay y Briones. Ell mateix ingressà en el Cos d'Artilleria i arribà al grau de coronel, alhora que era professor de matemàtiques i mecànica a l'Acadèmia d'Artilleria de Segòvia. També fou Vocal de la Junta Superior Facultativa i Cap de la Secretaria de la Direcció general. Fou guardonat amb la gran creu de l'Orde de Sant Hermenegild i l'encomana de l'Orde de Crist de Portugal.
Escollit acadèmic de la Reial Acadèmia de Ciències Exactes, Físiques i Naturals, uns dies després de llegir el seu discurs d'ingrés, Influencia de la filosofía matemática en el estudio y progreso de las Ciencias Exactas, va morir quan intentava sufocar l'aixecament de sergents d'artilleria durant la revolta de la caserna de San Gil el 22 de juny de 1866.

## Obres
- Tratado de Mecánica Racional para la enseñanza del Colegio Artillero